# Талицкое сельское поселение (Тверская область)
Та́лицкое се́льское поселе́ние — упразднённое муниципальное образование в составе Селижаровского района Тверской области. На территории поселения находилось 25 населённых пунктов.
Центр поселения — деревня Тальцы.
Образовано в 2005 году, включило в себя территорию Талицкого сельского округа.
Законом Тверской области от 17 апреля 2017 года № 25-ЗО были преобразованы, путём их объединения, муниципальные образования Березугское, Захаровское, Ларионовское и Талицкое сельские поселения в Селижаровское сельское поселение.

## Географические данные
- Общая площадь: 133,7 км²
- Нахождение: центральная часть Селижаровского района
  - Граничит:
    - на севере — с Березугским СП
    - на юго-востоке — с Большекошинским СП
    - на юге — с Оковецким СП
    - на юго-западе — с Захаровским СП
    - на западе — с посёлком Селижарово
    - на северо-западе — с Ларионовским СП.

Юго-западной границей поселения является река Волга.
По территории поселения проходит железная дорога «Торжок — Соблаго».

## Экономика
Колхозы им. Ленина и «Возрождение».

## Население
По переписи 2002 года население Талицкого сельского округа — 528 человек.

На 01.01.2008 — 502 человек. По переписи 2010 — 370 человек.

## Населенные пункты
На территории поселения находились следующие населённые пункты:
| №  | Тип нп | Название      | Население (2008 год) |
| -- | ------ | ------------- | -------------------- |
| 1  | дер.   | Тальцы        | 137                  |
| 2  | дер.   | Будаево       | 20                   |
| 3  | дер.   | Верхние Горки | 62                   |
| 4  | дер.   | Ворожино      | 3                    |
| 5  | дер.   | Вороново      | 0                    |
| 6  | дер.   | Гогино        | 13                   |
| 7  | дер.   | Голубево      | 3                    |
| 8  | дер.   | Ивково        | 11                   |
| 9  | дер.   | Кононово      | 2                    |
| 10 | дер.   | Кутолово      | 8                    |
| 11 | дер.   | Манухино      | 6                    |
| 12 | дер.   | Медведево     | 0                    |
| 13 | дер.   | Нивы          | 12                   |
| 14 | дер.   | Палихово      | 3                    |
| 15 | дер.   | Петелино      | 0                    |
| 16 | дер.   | Плаксино      | 1                    |
| 17 | дер.   | Подсосонье    | 158                  |
| 18 | дер.   | Пыхари        | 0                    |
| 19 | дер.   | Славотино     | 13                   |
| 20 | дер.   | Соловьево     | 15                   |
| 21 | дер.   | Старая        | 10                   |
| 22 | дер.   | Ступино       | 7                    |
| 23 | дер.   | Сушково       | 4                    |
| 24 | дер.   | Терентьево    | 14                   |
| 25 | дер.   | Хомяково      | 0                    |

### Бывшие населенные пункты
На территории поселения исчезли деревни Аристово, Боково, Ворошиловка (Княжуха), Вяльцево, Дор, Харино и другие.

## История
С образованием в 1796 году Тверской губернии территория поселения вошла в Осташковский уезд (Талицкая и Селижаровская волости).
В 1929—1935 годах входила в Западную область, с 1935 года — в Калининскую область. В 1940-50-е годы на территории поселения существовали Будаевский (до 1955 года) и Талицкий сельсоветы Кировского района (название Селижаровского района в 1936—1963 годах).